# Nokia 106
Il Nokia 106 è un telefono cellulare economico (costa circa 20 euro) della Nokia prodotto, nella prima versione, da novembre 2013, e nella seconda da novembre 2018.

## Caratteristiche tecniche

### Versione del 2013
Il Nokia 106 è un classico telefono cellulare con form factor candybar, misura 112.9 x 47.5 x 14.9 millimetri, pesa 74.2 grammi, è costruito in policarbonato ed era presente in tre colorazioni (bianco, nero e rosso). Lo schermo è un TFT a 65.000 colori, da 1,8 pollici di diagonale e con una risoluzione di 128 x 160 pixel. Non è sensibile al tocco. Ha soli 384 kB di RAM e le sue funzionalità si limitano principalmente ad inviare e ricevere chiamate (anche registrabili), SMS e memorizzare fino a 500 contatti in rubrica, sono presenti inoltre torcia, radio FM, orologio digitale, calcolatrice, convertitore, calendario e gestore di spese. È presente l'ingresso per jack audio da 3.5 mm e l'ingresso proprietario per la ricarica della batteria agli ioni di litio removibile da 800 mAh che alimenta il dispositivo. Quest'ultima ha una durata dichiarata in chiamata fino a 10 ore ed in standby fino a 35 giorni.

### Versione del 2018
Il Nokia 106 (2018) è la versione aggiornata del Nokia 106, commercializzata a novembre 2018. Misura 111.2 x 49.5 x 14.4 millimetri, pesa 70.2 grammi, la parte anteriore è in vetro mentre il frame laterale ed il retro sono in plastica. Ha un design rivisto e più smussato rispetto al predecessore. Lo schermo è identico a quello del predecessore se non per la risoluzione di 120 x 160 pixel (QQVGA), il chipset è un MediaTek MT6261D, sono presenti 4 MB di RAM e altrettanti di memoria interna (non espandibile), la capacità massima sale a 2000 contatti memorizzati e 500 SMS, ha la batteria da 800 mAh simile a quella del predecessore ma con una diversa autonomia (fino a 16 ore in chiamata e fino a 504 - ossia 21 giorni - in standby), oltre alle funzionalità del predecessore ha anche il dual SIM e 4 giochi preinstallati (Snake, Nitro Racing, Danger Dash, Tetris).